# Stamford Brook (Metropolitano de Londres)
Stamford Brook é uma estação do Metrô de Londres no extremo leste de Chiswick, no oeste de Londres. A estação é servida pela District line e fica entre as estações Ravenscourt Park e Turnham Green. A entrada principal está localizada na Goldhawk Road (A402) com uma entrada secundária em Prebend Gardens. Está na Zona 2 do Travelcard.
A estação leva o nome do Stamford Brook, um afluente do rio Tâmisa que hoje é predominantemente subterrâneo. A linha Piccadilly usa trilhos internos, mas não para aqui, exceto em raras ocasiões.

## História
A linha através da estação Stamford Brook foi inaugurada em 1 de janeiro de 1869 pela London and South Western Railway (L&SWR) em um novo ramal para Richmond da West London Joint Railway começando ao norte da estação Addison Road (agora Kensington (Olympia)). A linha passava por Shepherd's Bush e Hammersmith por meio de uma curva agora fechada. Inicialmente não havia estações entre a estação Grove Road em Hammersmith (também agora fechada) e Turnham Green.
Desde a sua inauguração, vários serviços operaram na rota para Richmond, além do L&SWR, incluindo:
- District Railway (DR, atual District line) de 1 de junho de 1877
- Great Western Railway, brevemente em 1870 e de 1894 a 1910
- Metropolitan Railway (atual Metropolitan Line), de 1877 a 1906

Em 1 de fevereiro de 1912, quando a estação foi inaugurada, apenas a L&SWR e a DR ainda operavam na linha e em 3 de junho de 1916 a L&SWR retirou seu próprio serviço, deixando a District Railway como a única operadora.
No início da década de 1930, a London Electric Railway, precursora do Metrô de Londres e proprietária das linhas District e Piccadilly, iniciou a reconstrução dos trilhos entre Hammersmith e Acton Town para permitir que a linha Piccadilly fosse estendida de Hammersmith a Uxbridge e Hounslow West (então o terminal do que hoje é o ramal de Heathrow). Trilhos expressos sem paradas foram fornecidos para a linha Piccadilly entre as linhas de parada da linha District. Os serviços da linha Piccadilly começaram a passar por Stamford Brook em 4 de julho de 1932.
Originalmente, a estação tinha uma plataforma central com trens da linha District servindo um lado em cada sentido. No entanto, com a introdução dos trilhos da linha Piccadilly, os trilhos da linha District no sentido leste tornaram-se os trilhos da linha Piccadilly no sentido oeste e uma nova plataforma foi construída para a linha District no sentido leste. É por isso que existe uma plataforma central e uma plataforma lateral servindo três trilhos; a linha Piccadilly no sentido leste é a única que não serve a estação.
Em 5 de janeiro de 1964, uma barreira automática de passagens foi instalada na estação a um custo de cerca de £1.000. Foi a primeira barreira desse tipo a ser instalada em qualquer lugar do Metrô de Londres. O próprio dispositivo de verificação de bilhetes era simplista, digitalizando opticamente um código ternário impresso em cada bilhete para verificar a validade, e tinha um rendimento máximo teórico de 30 bilhetes por minuto. No entanto, o dispositivo foi visto como uma grande melhoria em relação às barreiras tripuladas com funcionários verificando os ingressos, e o experimento foi expandido para outras estações locais de Chiswick Park e Ravenscourt Park.

## Conexões
A rota 237 dos ônibus de Londres atende a estação diretamente, enquanto que as rotas 110, 190, 267, H91 e a rota de ônibus noturno N9 passam ao longo da Chiswick High Road e King Street, cerca de 300 metros ao sul da estação.

## Galeria

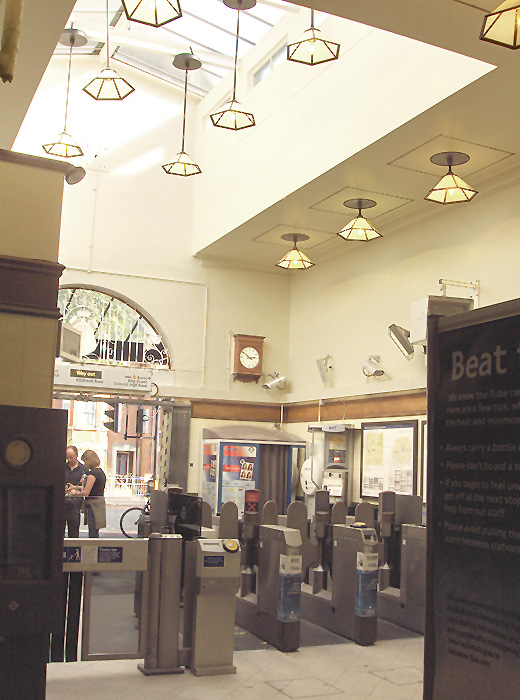
Interior da estação de metrô Stamford Brook (setembro de 2006)
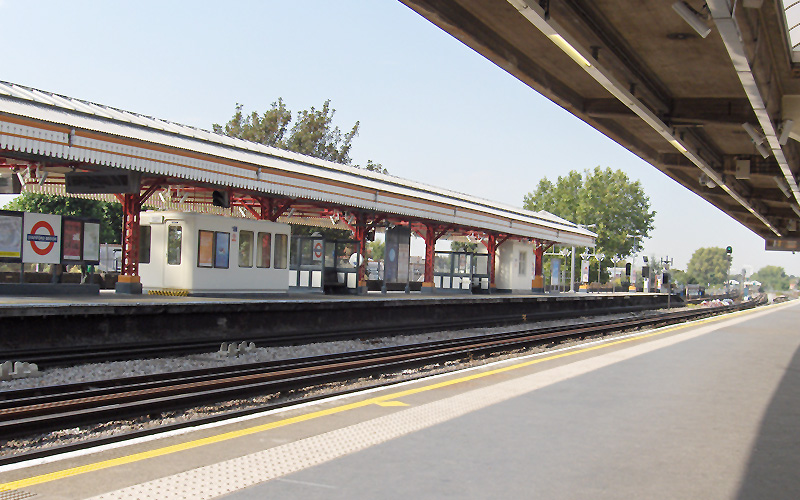
Plataforma no sentido leste voltada para oeste em direção a Turnham Green (setembro de 2006)
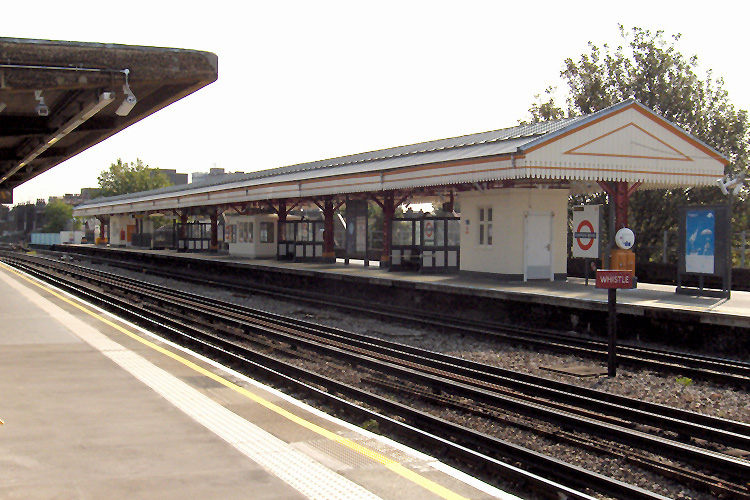
Plataforma no sentido oeste voltada para o leste em direção a Ravenscourt Park (setembro de 2006)